# Museo RKK Energiya
El museo RKK Energiya es un museo dedicado a las primeras conquistas del programa espacial soviético. Está localizado en el complejo de la fábrica RKK Energiya, en Koroliov, ciudad próxima a Moscú.
En exposición en el museo se encuentran, entre otras piezas históricas, la cápsula Vostok 1 en la cual Yuri Gagarin se convirtió en el primer hombre en el espacio en 1961, la Vostok 6 que llevó al espacio a Valentina Tereshkova, la primera mujer en órbita, y la Voskhod 2 en que el cosmonauta Aleksei Leonov realizó la primera caminata espacial de la historia.
Además de piezas exclusivas del programa espacial soviético, el museo también exhibe, en copias, las naves Apollo y Soyuz que realizaron el primer encuentro internacional en el espacio, el Apollo-Soyuz, en 1975.
En el museo hay también una sala-memorial dedicada a Sergei Koroliov, el científico-jefe y "padre" del programa espacial en sus comienzos, que reconstruye exactamente su ambiente de trabajo en los años 60.[cita requerida]

## Conexiones externas
Web oficial S.p.korolev RSC Energía Archivado el 3 de marzo de 2016 en Wayback Machine.
- Datos: Q3297833
- Multimedia: RKK Energiya Museum / Q3297833